# رفيقي
رفيقي أو قصة حب بوش هي مسرحية أسترالية تمت كتابتها 1911 من قبل إدموند دوجان وهي من نوع احداث مثيرة للعاطفة.

## ملخص
تعود نيلي مورلاند إلى مزرعة عائلتها بعد أن كانت بعيدة في مدرسة في سيدني لمدة ستة أعوام. يحبها اثنان من أفضل أصدقائها وهما جاك ميلتون وجيم فيرنلي بالإضافة إلى الشرير رالف سيمور. يعلن جيم حبه لنيلي لكنها تقول له أنه فقط سيكون كأخ لها للأبد. يميل قلبها لجاك وهذا يسبب مشكلة بين جاك وجيم. رالف يختطف نيللي ويأتي جاك لإنقاذها، رالف على وشك أن يطعن جاك بسكينة حتى الموت لكن جيم يطلق الرصاص على رالف ليصبح ميتا. يتم القبض على جيم بتهمة القتل، لكنه في النهاية يهرب من السجن. تعيش عائلة مورلاند في أزمة مالية بسبب الشرير كاشمان الذي يحمل فاتورة بيع العقار، لكن جيم يمتطي حصانا لتحقيق النصر في ملوبورن واستعادة أملاك العائلة.

## إنتاج
أُنتجت المسرحية لأول مرة في مسرح الملوك في ملوبورن تحت إدارة وليام أندرسون صهر دوغان مع فريق عمل من بينهم دوغان وبيلي وروي ريدغراڤ. ظهرت قراءات من أدم ليندسي جوردون الذي كان دوغان معجبا كبيرا به. تحرير فريق العمل الرئيسي:
- روي ريدغريف في دور جاك ميلتون
- لاري سويني في دور جيم فرينيلي
- بيرت بيلي في دور دولف رادلينج
- روتلاند بيكيت في دور رالف سيمور
- إدموند دوجان في دور جو مورلاند
- جي اتش نان في دور الرقيب هاينز
- تمبل هاريسون في دور تروبر ويلكينز
- ماكس كليفتون في دور جونيا
- ادون كامبل في دور أليكس كاشمان
- فريد كيهو في دور لاري ليندسي
- فرانك نوزمور في دور تشارلي سامرز
- وليام موسكيت في دور شواك بيل
- ليلي براير في دور السيدة مورلاند
- أوليف ويلتون في دور جيسي مورلاند
- ماري ولبرت في دور جانيت مكتافيش
- نيللي برانسي في دور مود ويلسون
- مود جولدسبنك في دور ٱني ويلسون
- إيوغيني دوغان في دور نيلي مورلاند

## استقبال
لم تتمتع المسرحية بنفس الشعبية التي اكتسبتها من خلال تعاون دوغان مع برت بيللي مثل مسرحية على اختيارنا (1912) ومع ذلك لم تزل تتجول في أنحاء أستراليا وتم احياؤها عدة مرات بما في ذلك الانتاجات عام 1925 و1919 و1915.